# Grupo (matemática)

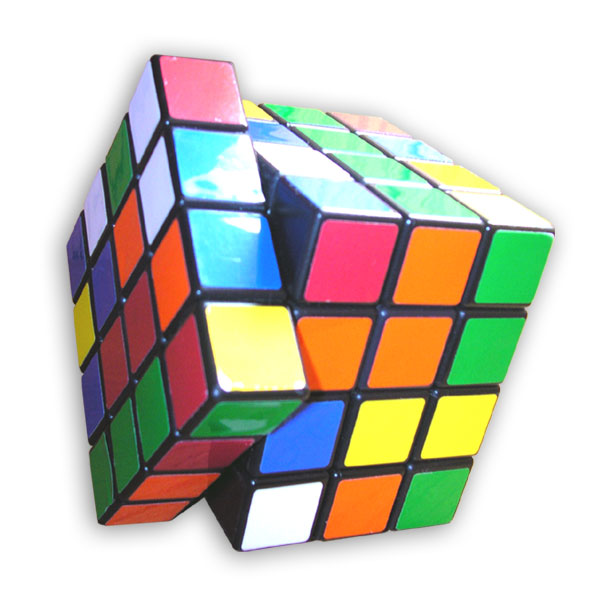
Os arranjos possíveis do brinquedo A Vingança de Rubik (versão 4x4x4 do Cubo de Rubik) formam um grupo.

Em matemática, um grupo é um conjunto de elementos associados a uma operação que combina dois elementos quaisquer para formar um terceiro. Para se qualificar como grupo o conjunto e a operação devem satisfazer algumas condições chamadas axiomas de grupo: associatividade, elemento neutro e elementos inversos. Apesar destes serem comuns a muitas estruturas matemáticas familiares - e.g. os números inteiros munidos da adição formam um grupo - a formulação dos axiomas é independente da natureza concreta do grupo e sua operação. Isso permite lidar-se com entidade de origens matemáticas completamente diferentes de uma maneira flexível, mas retendo os aspectos estruturais essenciais de muitos objetos da álgebra abstrata e além. A ubiquidade dos grupos em inúmeras áreas - dentro e fora da matemática - os tornam um princípio organizador central da matemática contemporânea.
Grupos compartilham um parentesco fundamental com a noção de simetria. Um grupo de simetria guarda informações sobre as simetrias de um objeto geométrico. Ele consiste do conjunto de transformações que preservam o objeto inalterado e a operação de combinar duas dessas transformações aplicando-as uma após a outra. Tais grupos de simetria, particularmente os grupos de Lie contínuos, têm um importante papel em muitas disciplinas. Grupos de matrizes, por exemplo, podem ser usados para compreender leis físicas fundamentais da relatividade especial e fenômenos em química molecular.
O conceito de grupo emergiu do estudo de equações de polinômios com Évariste Galois na década de 1830. Após contribuições vindas de outros ramos da matemática, como teoria dos números e geometria, a noção de grupo foi generalizada e se estabeleceu firmemente por volta de 1870. A teoria dos grupos moderna - uma área muito ativa de pesquisa - estuda os grupos em si mesmos. Para explorá-los, matemáticos formularam várias noções para quebrar grupos em partes menores e mais compreensíveis, como subgrupos, grupos quocientes e grupos simples. Além das propriedades abstratas, matemáticos estudam as diferentes maneiras em que um grupo pode ser expresso concretamente (as representações do grupo), tanto de um ponto-de-vista teorético quanto prático-computacional. Em particular, uma teoria ricamente desenvolvida é a dos grupos finitos, que culminou com a monumental classificação dos grupos simples finitos, completada em 1983.
Grupos estão por trás de muitas estruturas algébricas, como corpos e espaços vetoriais, e são uma importante ferramenta para o estudo de simetrias. Por estas razões, a Teoria de Grupos é considerada uma área importante da matemática moderna, e tem muitas aplicações em Física Matemática, por exemplo em física de partículas.

## Definição
Seja G um conjunto e * uma operação binária definida sobre G. O par ordenado (G,*) é um grupo se são satisfeitas os seguintes axiomas:
- Fecho: Para toda operação binária {\displaystyle a*b=c}, se a e b pertencem a G, c também deve pertencer a G
- Associatividade: Quaisquer elementos a,b,c pertencentes a G, {\displaystyle (a*b)*c=a*(b*c)}
- Existência do elemento neutro: Existe um elemento e em G tal que {\displaystyle e*a=a*e=a,} para todo a pertencente a G.
- Existência do elemento simétrico: Para qualquer elemento a em G, existe outro elemento a' em G, tal que, {\displaystyle a*a'=a'*a=e,} onde e é o elemento neutro previamente mencionado.

Apesar da relação estreita entre a operação "*" e a definição de grupo, é possível denominar por grupo um conjunto G, desde que a operação em questão esteja evidente.
Ainda em relação à operação, os termos neutro e simétrico são frequentemente substituídos:
| Operação              | Símbolo da operação | Elemento neutro     | Elemento | Simétrico de um elemento        |
| Adição                | +                   | 0 (Zero)            | a        | -a (Oposto de a)                |
| Multiplicação         | .                   | 1 (Um)              | a        | a-1 (Inverso de a)              |
| Composição de funções | o                   | i(x)=x (identidade) | a(x)     | a-1(x) (Função inversa de a(x)) |

### Ordem
A ordem de um grupo (G,*), onde G é finito, é o número de elementos do conjunto G. Caso G seja um conjunto infinito, dizemos que (G,*) tem ordem infinita.

## Exemplos
- O menor grupo é formado por um único elemento.
- O conjunto {\displaystyle \{1,-1\}} é um grupo relativamente à multiplicação usual.
- O conjunto de todas as bijecções do conjunto {\displaystyle \{1,2,\ldots ,n\}} em si próprio é um grupo que se considerara como operação binária a composição. Este grupo representa-se por {\displaystyle S_{n}.} Ver abaixo um detalhamento deste exemplo.
- Um exemplo de grupo de ordem finita é o grupo Klein 4 {\displaystyle G=\{e,a,b,c\}} onde {\displaystyle e} é o elemento neutro, todo elemento é seu próprio inverso, e as demais operações são definidas de forma que se {\displaystyle x,} {\displaystyle y} e {\displaystyle z} são três elementos distintos, então {\displaystyle x*y=z.}
- O conjunto ({\displaystyle \mathbb {Z} _{n},} +), formado pelos números entre {\displaystyle 0} e {\displaystyle n-1,} em que a soma é feita módulo {\displaystyle n,} é um grupo. Por exemplo, em {\displaystyle \mathbb {Z} _{42},} temos que {\displaystyle 20+30=50\mod 42=8.}
- O grupo de simetrias de um polígono regular de n lados, chamado Dn ou grupo diedral. Ver abaixo um detalhamento deste exemplo.
- O conjunto {\displaystyle M_{n}(\mathbb {R} )} das matrizes quadradas de ordem n sobre {\displaystyle '''R'''} não forma um grupo sob a multiplicação de matrizes, uma vez que a matriz nula, por exemplo, não admite um inverso. No entanto o subconjunto {\displaystyle GL_{n}(\mathbb {R} )=\{M\in M_{n}(\mathbb {R} ):det(M)\neq 0\}} é um grupo sob a multiplicação.
- O conjunto das matrizes da forma

{\displaystyle {\begin{pmatrix}1&a&b\\0&1&c\\0&0&1\end{pmatrix}}}
onde a, b e c são número reais, forma grupo com a multiplicação usual de matrizes. Esse é o chamado Grupo de Heisenberg.

### Grupo de simetrias de um quadrado
Quando construímos polígonos regulares, podemos ordenar os seus vértices para formar uma espécie de referência. Seja um polígono regular de ordem n. Ao considerarmos apenas as diversas configurações que não alteram o formato do polígono - modificando, portanto, somente as posições de seus vértices - temos o conjunto diedral de ordem n (representado por Dn). A seguir, as possíveis configurações de um quadrado:
| id (mantê-lo como está)                                                                                              | r1 (rotação de 90° à direita) | r2 (rotação de 180° à direita) | r3 (rotação de 270° à direita) |
| fv (Reflexão Vertical)                                                                                               | fh (Reflexão Horizontal)      | fd (Reflexão Diagonal)         | fc (Reflexão Contra-Diagonal)  |
| As possíveis configurações (ou movimentos) obtidas a partir de rotações ou reflexões de um quadrado é denominado D4. |                               |                                |                                |

| • | id | r1 | r2 | r3 | fv | fh | fd | fc |
| --- | -- | -- | -- | -- | -- | -- | -- | -- |
| id | id | r1 | r2 | r3 | fv | fh | fd | fc |
| r1 | r1 | r2 | r3 | id | fc | fd | fv | fh |
| r2 | r2 | r3 | id | r1 | fh | fv | fc | fd |
| r3 | r3 | id | r1 | r2 | fd | fc | fh | fv |
| fv | fv | fd | fh | fc | id | r2 | r1 | r3 |
| fh | fh | fc | fv | fd | r2 | id | r3 | r1 |
| fd | fd | fh | fc | fv | r3 | r1 | id | r2 |
| fc | fc | fv | fd | fh | r1 | r3 | r2 | id |
| Os elementos id, r1, r2 e r3 formam um subgrupo de D4, colorido em vermelho. Em verde e amarelo, classes laterais esquerda e direita desse subgrupo, respectivamente. |    |    |    |    |    |    |    |    |

Estabelecendo a operação sobre este conjunto "{\displaystyle *}", definida por:
{\displaystyle a,b\in D_{n},a*b=c,} onde {\displaystyle c} é a configuração obtida após executar o movimento {\displaystyle a} e em seguida o movimento {\displaystyle b.}
A partir da operação entre quaisquer elementos de D4, é possível verificar que o resultado também é um elemento de D4. Por exemplo, {\displaystyle r_{1}*r_{1}=r_{2},} ou {\displaystyle f_{v}*f_{v}=id.} Como D4 se trata de um conjunto finito, é perfeitamente possível construir uma tabela com os resultados da operação entre quaisquer dois de seus elementos.
Com o auxílio de tal tabela, verificamos as seguintes propriedades de D4 em relação à "{\displaystyle *}":
- Para quaisquer elementos a, b e c de D4, {\displaystyle (a*b)*c=a*(b*c);}
- Existe um elemento {\displaystyle e} que, operado a qualquer outro elemento y, resulta em y ou seja: {\displaystyle \exists e\in D_{4}:\forall y\in D_{4},e*y=y*e=y;}
- Para todo elemento {\displaystyle x\in D_{4},} existe outro elemento {\displaystyle x'\in D_{4}} tal que, quando operados (não importando a ordem) resultam no elemento {\displaystyle e} do item anterior, ou seja: {\displaystyle \forall x\in D_{4},\exists x':x*x'=x'*x=e.}

Claramente, o elemento {\displaystyle e} em questão é {\displaystyle id,} pois ao operá-lo a qualquer elemento, o mesmo não tem sua configuração alterada. A terceira propriedade é verificada nas linhas e colunas da tabela dos possíveis resultados da operação * em relação aos elementos de D4. Em cada linha e cada coluna, verificamos que o elemento {\displaystyle id} aparece uma única vez. Portanto, para qualquer elemento x, existe outro elemento x' que, operado ao primeiro, resulta em id.

### Grupo das permutações
Seja o conjunto {\displaystyle U=\{1,2,\ldots ,n\},} uma permutação em U, é uma função {\displaystyle f:U\rightarrow U,} tal que f é bijetora. O conjunto de todas as permutações em U é chamado de conjunto das permutações de n elementos. Uma permutação pode ser representada de forma matricial, onde {\displaystyle f={\begin{pmatrix}1&2&3&4\\1&3&2&4\end{pmatrix}}} significa que f(1)=1, f(2)=3, f(3)=2 e f(4)=4.
| •                     | {\displaystyle P_{1}} | {\displaystyle P_{2}} | {\displaystyle P_{3}} | {\displaystyle P_{4}} | {\displaystyle P_{5}} | {\displaystyle P_{6}} |
| {\displaystyle P_{1}} | {\displaystyle P_{1}} | {\displaystyle P_{2}} | {\displaystyle P_{3}} | {\displaystyle P_{4}} | {\displaystyle P_{5}} | {\displaystyle P_{6}} |
| {\displaystyle P_{2}} | {\displaystyle P_{2}} | {\displaystyle P_{3}} | {\displaystyle P_{1}} | {\displaystyle P_{6}} | {\displaystyle P_{4}} | {\displaystyle P_{5}} |
| {\displaystyle P_{3}} | {\displaystyle P_{3}} | {\displaystyle P_{1}} | {\displaystyle P_{2}} | {\displaystyle P_{5}} | {\displaystyle P_{6}} | {\displaystyle P_{4}} |
| {\displaystyle P_{4}} | {\displaystyle P_{4}} | {\displaystyle P_{5}} | {\displaystyle P_{6}} | {\displaystyle P_{1}} | {\displaystyle P_{2}} | {\displaystyle P_{3}} |
| {\displaystyle P_{5}} | {\displaystyle P_{5}} | {\displaystyle P_{6}} | {\displaystyle P_{4}} | {\displaystyle P_{3}} | {\displaystyle P_{1}} | {\displaystyle P_{2}} |
| {\displaystyle P_{6}} | {\displaystyle P_{6}} | {\displaystyle P_{4}} | {\displaystyle P_{5}} | {\displaystyle P_{2}} | {\displaystyle P_{3}} | {\displaystyle P_{1}} |
| Tábua do grupo S3     |                       |                       |                       |                       |                       |                       |

Assim, o conjunto das permutações de n elementos, para n=3, consiste nos elementos:
Considerando o conjunto descrito acima e a composição de funções, temos um par ordenado que satisfaz as propriedades de um grupo, pois, a composição de funções é sempre associativa , existe um elemento neutro (no caso, {\displaystyle P_{1}}) e todas as funções são bijetoras, e portanto, inversíveis (todos os elementos possuem um simétrico). O mesmo argumento pode ser usado para provar que, para qualquer n positivo, o conjunto das permutações de n elementos forma grupo, em relação à composição de funções. Esse grupo é denominado grupo simétrico de n elementos, e é representado por {\displaystyle S_{n}.}

## Propriedades Imediatas
A identidade de um grupo é única. Demonstração: suponha {\displaystyle e} e {\displaystyle e'} são duas identidades. Então, para todo {\displaystyle g} ∈ {\displaystyle G,} é verdade que {\displaystyle g*e'=e'*g=g.} Em particular, temos {\displaystyle e*e'=e.} Também é verdade que, para todo {\displaystyle g} ∈ {\displaystyle G,} {\displaystyle g*e=e*g=g.} Em particular, para {\displaystyle g=e',} temos {\displaystyle e*e'=e'.} Portanto, {\displaystyle e=e*e'=e'.} Note-se que esta prova não usa nenhuma outra propriedade do grupo além da existência da identidade.
Um elemento de um grupo G possui apenas um inverso. Demonstração: seja {\displaystyle g} ∈ {\displaystyle G} e sejam {\displaystyle x} e {\displaystyle x'} inversos de {\displaystyle g.} Então
{\displaystyle x=x*e=x*(g*x')=(x*g)*x'=e*x'=x'.}
Está visto que o elemento inverso de {\displaystyle g} é único. Representa-se por {\displaystyle g^{-1}.}
Em um grupo temos {\displaystyle (xy)^{-1}=y^{-1}x^{-1}.} 
Demonstração:
Temos que {\displaystyle (xy)^{-1}(xy)=e.} Aplicando {\displaystyle y^{-1}} nos dois lados da igualdade temos: {\displaystyle (xy)^{-1}(xy)(y^{-1})=e(y^{-1}).} 
Pela associatividade e definição de elemento neutro temos: {\displaystyle (xy)^{-1}x=y^{-1}.} 
Repetindo o procedimento para {\displaystyle x^{-1}} no lugar de {\displaystyle y^{-1}} finalmente obtemos {\displaystyle (xy)^{-1}=y^{-1}x^{-1}.}

## Conceitos básicos
A exemplo de diversas outras estruturas, é conveniente para o estudo de grupos a definição de homomorfismos subgrupos e quocientes.

### Homomorfismos de grupos
Sejam (G,*) e (H,*) dois grupos e f uma função de G em H, então dizemos que f é um homomorfismo se
{\displaystyle (\forall x,y\in G):f(x*y)=f(x)*f(y).}
Em outras palavras, a função f preserva a operação do grupo G. Se a função se trata de uma bijeção ela é chamada de isomorfismo e os grupos G e H são ditos isomorfos.

### Exemplos
- Para qualquer grupo G, a função f de G em G definida por f(x)=x é um homomorfismo. O mesmo acontece se se definirmos f(x)=e, onde e é a identidade de G.
- Considere os grupos R \ {0} e {1,-1} ambos com a multiplicação usual. Então a função f de R \ {0} em {1,-1} definida por f(x)=x/|x| é um homomorfismo de grupos.

### Propriedades
Se f for um homomorfismo de G em H e se eG e eH forem os elementos neutros de G e de H respectivamente, então f(eG)=eH. Isto porque
{\displaystyle f(e_{G})=f(e_{G}*e_{G})=f(e_{G})*f(e_{G})}
e eH é o único elemento x ∈ H tal que x*x=x.
Se f for um homomorfismo de G em H e se x ∈ G, então
{\displaystyle f(x)^{-1}=f(x^{-1}).}
Isto porque
{\displaystyle f(x^{-1})*f(x)=f(x^{-1}*x)=f(e_{G})=e_{H}}
e, portanto, f(x−1) é o inverso de f(x).

### Tipos de homomorfismos
Se {\displaystyle f} for um homomorfismo de {\displaystyle G} em {\displaystyle H,} diz-se que
- {\displaystyle f} é um monomorfismo se for injectivo;
- {\displaystyle f} é um epimorfismo se for sobrejectivo;
- {\displaystyle f} é um isomorfismo se for simultaneamente um monomorfismo e um epimorfismo, ou seja, se for uma bijecção;
- {\displaystyle f} é um endomorfismo se {\displaystyle G=H;}
- {\displaystyle f} é um automorfismo se for simultaneamente um endomorfismo e um isomorfismo.

Se {\displaystyle f} for um isomorfismo, então tem uma inversa (pois é uma bijecção). A função {\displaystyle f^{-1}} é também um homomorfismo de grupos e, portanto, um isomorfismo.
Diz-se que dois grupos {\displaystyle G} e {\displaystyle H} são isomorfos se existir um isomorfismo de {\displaystyle G.}
Exemplos:
- O grupo {\displaystyle (}R{\displaystyle ,+)} dos números reais (com a adição) e o grupo {\displaystyle (]0,+\infty [,.)} dos números reais maiores do que {\displaystyle 0} (com a multiplicação) são isomorfos, pois a função exponencial é um isomorfismo de R em {\displaystyle ]0,+\infty [.}
- O grupo {\displaystyle (}Q{\displaystyle ,+)} dos números racionais (com a adição) e o grupo {\displaystyle (]0,+\infty [} ∩ Q{\displaystyle ,.)} dos números racionais maiores do que {\displaystyle 0} (com a multiplicação) não são isomorfos. Basta ver que se {\displaystyle f} for um homomorfismo do primeiro no segundo e que se houver algum {\displaystyle q} ∈ Q tal que {\displaystyle f(q)=2,} então

{\displaystyle f(q/2)^{2}=f(q/2).f(q/2)=f(q/2+q/2)=f(q)=2,}
mas {\displaystyle 2} não tem nenhuma raiz quadrada racional.

## Subgrupos
Definição: Dado um grupo {\displaystyle (G,*)} dizemos que um subconjunto {\displaystyle H} de {\displaystyle G} é um subgrupo, quando {\displaystyle (H,*)}
é um grupo.